# Stefan Glixelli
Stefan Glixelli (ur. 13 marca 1888 we Lwowie, zm. 28 listopada 1938 w Krakowie) – polski romanista.
Kształcił się na Uniwersytecie w Paryżu. Został romanistą. Był nauczycielem języka francuskiego w gimnazjach we Lwowie, wykładał na Uniwersytecie Stefana Batorego w Wilnie Pracował też jako lektor języka polskiego na Uniwersytecie w Bukareszcie. 
W 1937 został profesorem filologii romańskiej w Katedrze Filologii Romańskiej Uniwersytetu Jagiellońskiego. Publikował w swojej dziedzinie naukowej, był autorem podręczników.
Zmarł 28 listopada 1938 na atak serca w Krakowie. Został pochowany we Lwowie.

## Publikacje
- Les cinq poèmes des Trois morts et des trois vifs (1914)
- Studia i szkice porównawcze (1919)
- Le corps en fête: textes et articles : recueil d'articles (1921)
- O nauce języków romańskich w Wilnie 1781-1832 (1922)
- La France et les lettres françaises. P. 1 (1926)
- Andromaque: tragédie (1926, współautor: Jean Racine)
- Dwie rocznice. Wergiljusz i Mistral (1930)
- Zadania regionalne Wydziału Humanistycznego Uniwersytetu Stefana Batorego w Wilnie (1930)
- La France et les lettres françaises. P. 2 (1931)
- Rozmowa Wyspiańskiego ze szkieletami (1932)
- Niedostrzeżone niebezpieczeństwo projektu ustawy o szkołach akademickich (1933)
- Dydaktyka języka i kultury francuskiej (uwagi krytyczne Marii Sorokównej, Wacława Sienickiego, Edmunda Roszaka, Zofii Dmochowskiej) (1933)
- Neagoe Basarab jako pisarz (1936, franc. Neagoe Basarab écrivain)
- W trzecią rocznicę zwinięcia 52 katedr w szkołach akademickich (1936)
- Manual de limba polonă (1938)